# رافليسيا هوائية
الرافليسيا الهوائية (باللاتينية: Rafflesia aurantia) نوع نباتي يتبع جنس الرافليسيا من الفصيلة الرافليسية.
الموطن الأصلي لهذا النوع هو جزيرة لوزون في الفلبين.

## الوصف النباتي
نباتات هذا الجنس ليس لها سوق أو أوراق أو جذور، بل النبات عبارة عن زهرة فقط لها خمس بتلات.